# میل سیتی (اورگن)
میل سیتی (به انگلیسی: Mill City) شهری در شهرستان لین ایالت اورگن است و در سرشماری سال ۲۰۱۱ میلادی، ۱٬۸۵۵ نفر جمعیت داشته که نسبت به سال ۲۰۱۰، ۰٫۵۴ درصد رشد جمعیت داشته‌است.

## موقعیت جغرافیایی
موقعیت جغرافیایی شهرها و مناطق اطراف به شرح زیر است: